# Ај Локуције
Ај Локуције (лат. Aius Locutius) је мистериозно римско божанство или нумен (дух неког места) чији се пророчки глас чуо само једанпута- за време галске најезде 390. године п. н. е. на северном углу Палатина.

## Митологија
Ај Локуције је мистериозно божанство које се поменуло само једном у току римске митологије- за време галске најезде; он је римљане упозоравао на приближавање непријатеља, али се нико није обазирао на овај мистериозни глас.
Да би искупио нехат својих суграђана, диктатор Камил је, годину дана после протеривања Гала, подигао светилиште овом богу на Новом путу, у близини храма богиње Весте.

## Галска најезда
Као конзуларни трибун за 394. Камил је опсео Фалерије, етрурски град северно од Рима. Након што је у Риму наступило раздобље просперитета, поново је дошло до даљих борба између патриција и плебејаца и богатих и сиромашних. У жару политичких борби Камил је, по Плутарху, оптужен од стране народних трибуна да је војницима ускратио прилику да опљачкају Фалерије. У знак протеста отишао је у добровољно изгнанство и у одсуству је осуђен на огромну новчану казну.
Док се Камил склонио у град Ардеју, на неких 35 km јужно од Рима, самом граду је запретила нова велика опасност. По традиционалној верзији догађаја, 390. једна група Гала насељених у долини реке По упустила се у пљачку крајева јужно од Апенина. Гали су затим опсели етрурски град Клузиј, а римски посланици који су упућени да посредују у мирном разрешењу сукоба упустили су се у борбу против варвара. Галски поглавар Брен је у знак одмазде подигао опсаду и својих 40 000 ратника повео на Рим. На брзину окупљена римска војска се разбежала након битке са Келтима на реци Алији, а пред надолазећом војском Рим је евакуисан док се се војно способни мушкарци утврдили на брегу Капитолу.
Камил је у Ардеји већ дочуо да су Гали заузели и опљачкали Рим, а такође и да су се остаци римске војске поражени на Алији окупили у Вејима. Римљани из Веја су послали курира на Капитол и предложили да се Камил опозове из прогонства одлуком окупљених грађана, који су у том тренутку деловали као куријатска скупштина, и да му се повери диктатура. Камил је одлуку прихватио у Вејима, док је Капитол за то време успешно бранио бивши конзул Марко Манилије. Међутим, како се Капитол није могао ослободити галског притиска и несташице хране, а како се међу Галима појавила епидемија маларије, дошло је до преговора. Брен је пристао да се повуче под условом да му се исплати огромна откупнина од 1000 либара злата. По романтичној причи сачуваној код Ливија, Камил и његова војска се појавила у тренутку када је трајало одмеравање откупнине праћено сталним препиркама између римских магистрата и галских поглавара. Камил је одмах раскинуо уговор изговарајући се својим диктаторским овлашћењима, а Галима је наредио да се прихвате оружја или повуку. Затим је Камил наложио Римљанима да се припреме за битку уз речи да домовину треба обновити не златом већ гвожђем. Након тога Римљани су у два наврата потукли недисциплиноване Гале и Камил се вратио у Рим као тријумфатор. Том приликом поздрављен је као нови Ромул, други оснивач Рима и отац отаџбине.